# 东亭乡
东亭乡，是中华人民共和国安徽省宣城市广德市下辖的一个乡镇级行政单位。

## 行政区划
东亭乡下辖以下地区：
东亭社区、柳亭村、阳岱山村、沙坝村、高峰村和颂祥村。